# Terrier japonês
A terrier japonês[Nota] (em japonês:  日本テリア), também conhecido como nihon ou nippon terrier, é uma raça descendente dos terriers de pêlo curto levados ao Japão pelos holandeses no século XVIII. Tem o corpo branco com pinceladas de preto, a cabeça toda preta e o porte elegante e aerodinâmico. Praticamente desconhecido fora do país oriental, é raro até mesmo para os japoneses. Podendo atingir os 6 kg, tem nos cruzamentos artificiais para miniaturização um grande problema para o aumento de sua população.